# Бойко, Григорий Евдокимович
Григорий Евдокимович Бойко (1918—1942) — старший лейтенант Рабоче-крестьянской Красной Армии, участник Великой Отечественной войны, Герой Советского Союза (1942).

## Биография
Родился в 1918 году в селе Озеряновка (ныне — Горловский городской совет Донецкой области Украины) в крестьянской семье.
Получил неполное среднее образование, работал слесарем на Горловском машиностроительном заводе, одновременно учился в аэроклубе.
В 1938 году был призван на службу в Рабоче-крестьянскую Красную Армию. В 1940 году окончил военно-авиационную школу пилотов в Ворошиловграде (ныне — Луганск). С начала Великой Отечественной войны на её фронтах. К июню 1942 года старший лейтенант Г. Бойко командовал звеном 514-го отдельного пикирующего бомбардировочного авиаполка Северо-Западного фронта.
К июню 1942 года совершил 158 боевых вылетов на разведку и бомбардировку живой силы и техники врага. 7 июня 1942 года, выполняя боевое задание, погиб.

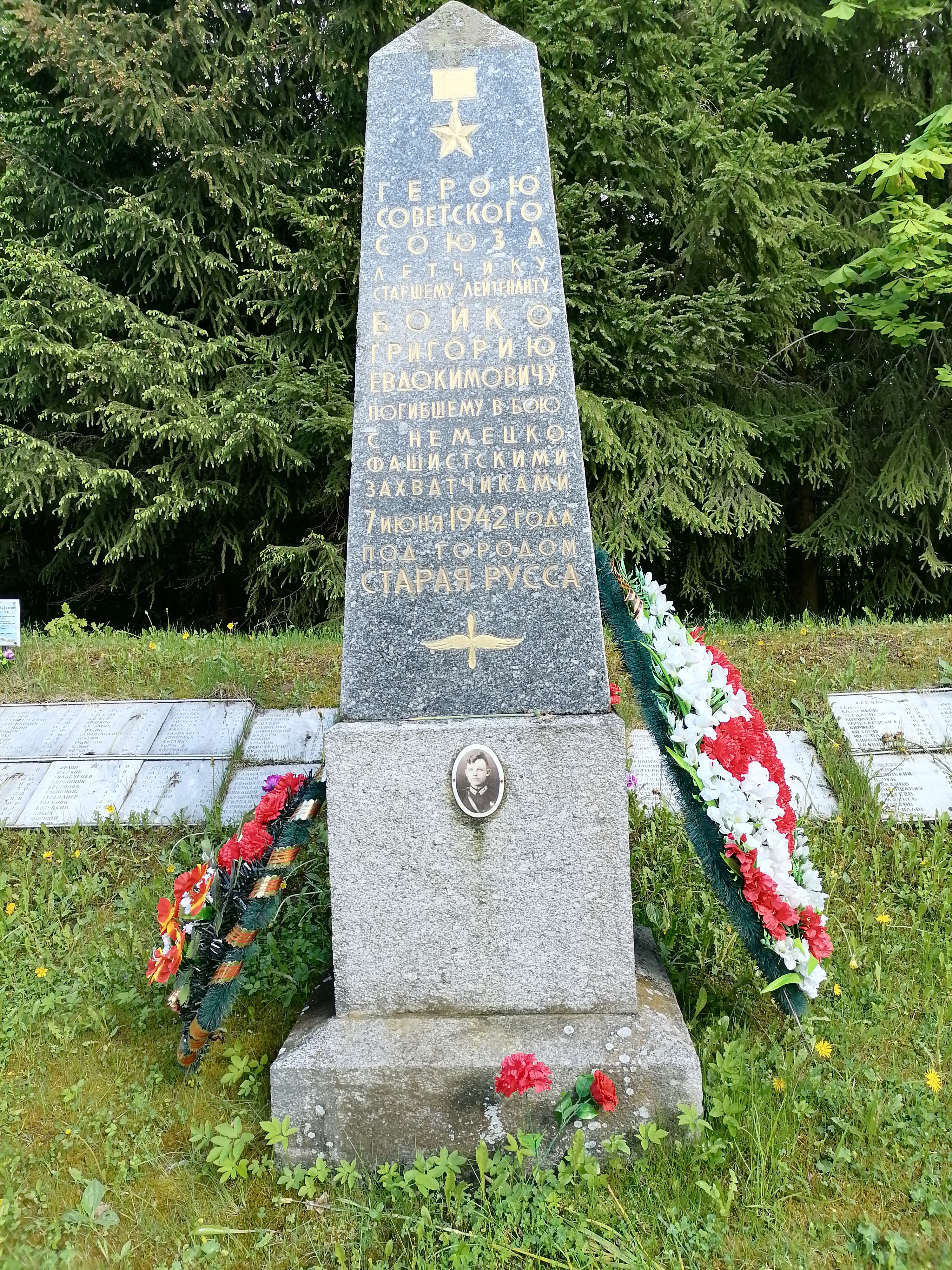
Могила Григорий Бойко

Похоронен на Симоновском кладбище в городе Старая Русса Новгородской области.
Указом Президиума Верховного Совета СССР «О присвоении звания Героя Советского Союза начальствующему составу Красной Армии» от 21 июля 1942 года за «образцовое выполнение боевых заданий командования на фронте борьбы с немецкими захватчиками и проявленные при этом отвагу и геройство» старший лейтенант Григорий Бойко посмертно был удостоен высокого звания Героя Советского Союза.
Также был награждён орденом Ленина и двумя орденами Красного Знамени.

## Память
- В городе Горловка установлен бюст Бойко[1].